# بوئر (دیو)

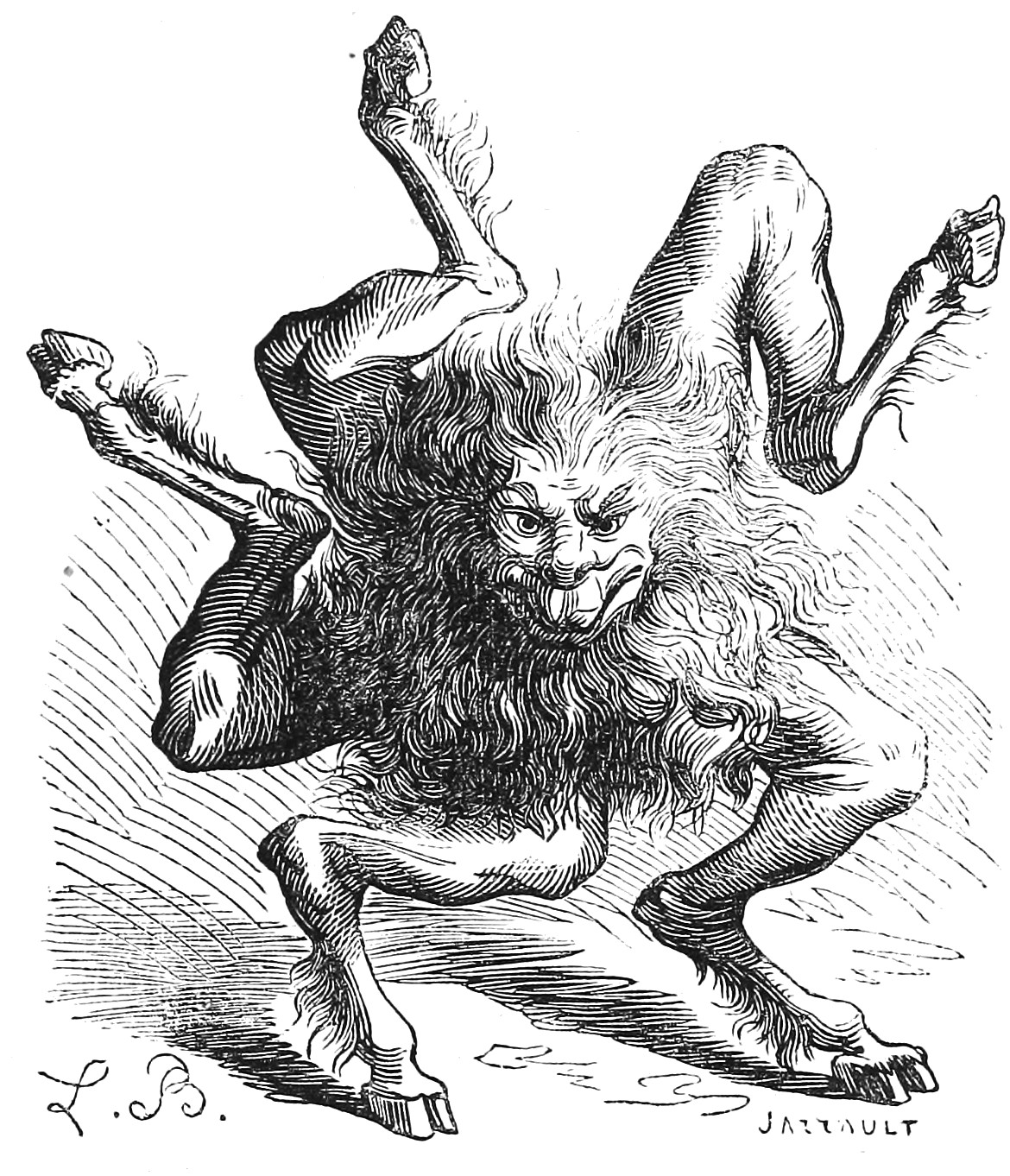
تصویری از بوئر

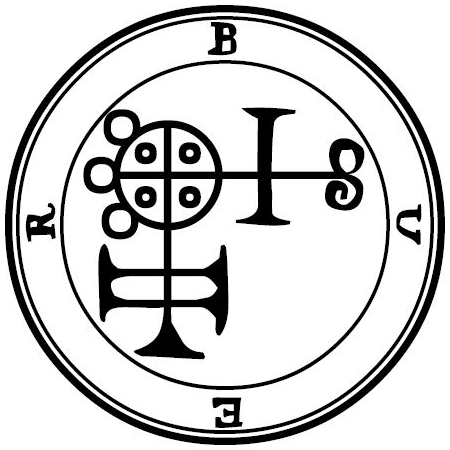
سیگیل بوئر در کلید کوچکتر سلیمان

بوئر (به انگلیسی:Buer) یک شبح است که در کتاب‌های جادو کلید کوچکتر سلیمان و «Pseudomonarchia Daemonum» به‌عنوان یکی از رئیس‌جمهوران بزرگ دوزخ توصیف می‌شود که فرماندهی پنجاه لژیون شیاطین را در اختیار دارد. او مانند بارباتوس در زمانی که خورشید در برج قوس است ظاهر می‌شود و همانند کیرون، فرمانده سانتورها در اساطیر یونانی میتواند فلسفه طبیعی، فلسفه اخلاق، منطق و خصوصیات و کاربردهای تمامی گیاهان و سبزیجات را آموزش دهد، بوئر هم‌چنین قادر است تمام ضعف‌ها و ناتوانی‌های موجودات را (به‌ویژه انسان‌ها) درمان کند.
بوئر به‌عنوان موجودی با یک سر شیر نر و با چندین پاهای بز و بعضی‌ اوقات پاهای اسب به تصویر کشیده شده‌است.

## فرهنگ عامه
- در انیمه و مانگای ژاپنی، به مدرسه شیاطین خوش اومدی ایروما! بوئر به‌عنوان یک معلم دبیرستان به نمایش درآمده‌ است.
- در بازی ویدئویی گنشین ایمپکت بوئر به عنوان ناهیدا (به انگلیسی:Nahida) به نمایش درآمده است.[۲]